# Supercupa României 2013
Supercupa României Timișoreana 2013 a fost cea de-a 15-a ediție a Supercupei României. Meciul s-a disputat între Steaua București, campioana Ligii I, și Petrolul Ploiești, câștigătoarea Cupei României, ediția 2013. Echipa bucureșteană a câștigat cu scorul de 3 la 0 prin golurile marcate de Nikolić în minutul 21, Szukala minutul 32 și Pintilii în minutul 41.
Supercupa se va juca pe Arena Națională din București pe data de 10 iulie 2013 și va fi transmisă în direct de televiziunea Pro TV și postul Radio România Actualități.

## Detaliile meciului
| Steaua București                     | 3 - 0  | Petrolul Ploiești |
| ------------------------------------ | ------ | ----------------- |
| Nikolić 21' Szukala 32' Pintilii 41' | Raport |                   |

| Steaua București | Petrolul Ploiești |

| STEAUA:              |    |                     |     |     |
| P                    | 12 | Ciprian Tătărușanu  |     |     |
| F                    | 17 | Daniel Georgievski  |     | 66' |
| F                    | 4  | Lukasz Szukala      |     |     |
| F                    | 21 | Vlad Chiricheș      |     |     |
| F                    | 14 | Iasmin Latovlevici  |     |     |
| M                    | 5  | Mihai Pintilii      |     |     |
| M                    | 55 | Alexandru Bourceanu | 89' |     |
| M                    | 77 | Adrian Popa         |     |     |
| M                    | 80 | Gabriel Iancu       |     | 57' |
| M                    | 10 | Cristian Tănase     | 10' |     |
| A                    | 90 | Stefan Nikolić      |     | 61' |
| Rezerve:             |    |                     |     |     |
| P                    | 95 | Valentin Cojocaru   |     |     |
| F                    | 6  | Florin Gardoș       |     |     |
| A                    | 9  | Mihai Costea        |     |     |
| M                    | 11 | Andrei Prepeliță    |     | 66' |
| M                    | 22 | Paul Pârvulescu     |     |     |
| M                    | 23 | Nicolae Stanciu     |     | 57' |
| A                    | 25 | Federico Piovaccari |     | 61' |
| Antrenor:            |    |                     |     |     |
| Laurențiu Reghecampf |    |                     |     |     |

| PETROLUL:     |     |                      |        |     |
|               |     |                      |        |     |
| P             | 21  | Peterson Peçanha     |        |     |
| P             | 32  | Sebastian Achim      |        |     |
| F             | 4   | Manassé Enza-Yamissi | 8' 28' |     |
| F             | 6   | Ionuț Neag           |        | 56' |
| F             | 21  | Guilherme Sitya      | 73'    |     |
| F             | 5   | Sony Mustivar        |        | 80' |
| F             | 15  | Ovidiu Hoban         |        |     |
| M             | 8   | Damien Boudjemaa     |        |     |
| M             | 7   | Gheorghe Grozav      | 32'    |     |
| M             | 10  | Adrian Cristea       |        | 57' |
| A             | 9   | Hamza Younés         |        |     |
| Rezerve:      |     |                      |        |     |
| P             | 22  | Valincius Povilas    |        |     |
| F             | 16  | Elhad Naziri         |        |     |
| M             | 18  | Marian Cristescu     |        | 80' |
| F             | 29  | Constantin Grecu     |        |     |
| M             | '52 | Romário Pires        |        | 56' |
| M             | 48  | Filipe Teixeira      |        | 57' |
| Antrenor:     |     |                      |        |     |
| Cosmin Contra |     |                      |        |     |

| Omul meciului: Mihai Pintilii Arbitrii asistenți: Octavian Șovre (România) Aurel Oniță (România) Arbitru de rezervă: Istvan Kovacs (România) Observator: Cornel Sorescu (România) | Regulile meciului - 90 de minute. - 30 de minute de prelungiri dacă este cazul. - Lovituri de departajare dacă se menține egalitatea. - Șapte rezerve. - Cel mult trei schimbări. |